# Olszynki (Kobiele Małe)
Olszynki – część wsi Kobiele Małe w Polsce, położona w województwie łódzkim, w powiecie radomszczańskim, w gminie Kobiele Wielkie.
W latach 1975–1998 Olszynki administracyjnie należały do województwa piotrkowskiego.

## Historia
3 września 1939 roku  w walce powietrznej z niemieckimi samolotami zestrzelono samolot PZL 23 Karaś z 55 SEBL. Załogę  stanowili- kpr.pil. Borzęcki Czesław, por.obs. Frąckowiak Tadeusz oraz kpr.strz.samol. Buziuk Czesław Wiktor. Polegli zostali pochowani na cmentarzu w Kobielach Wielkich.
W  Olszynkach znajduje się pomnik ku czci pilotów polskich, którzy zginęli 3 września 1939 r. Pomnik wybudowano z bloków piaskowca, a na jego szczycie znajduje się fragment śmigła samolotowego. Pomnik znajduje się przy trasie szlaku konnego, na południu wsi Olszynki, pomiędzy Katarzynowem a Huciskiem Małokobielskim.